# Дені Стівенс
Даніель «Дені» Стівенс (англ. Daniele «Dani» Stevens; дошлюбне прізвище — Семюелс (англ. Samuels); нар. 26 травня 1988) — австралійська легкоатлетка, яка спеціалізувалась у метанні диску, чемпіонка світу з метання диску в трьох вікових категоріях (дорослі, юніори та юнаки), рекордсменка Океанії.

## Із життєпису
Розпочала займатись легкою атлетикою у 10-річному віці. Взяла участь у перших міжнародних змаганнях 2003 року.
На початку кар'єри виступала у двох дисциплінах — метанні диску та штовханні ядра. Згодом сконцентрувалась на метанні диску.
Учасниця чотирьох Олімпіад (2008, 2012, 2016, 2021), найвищим місцем на яких стало 4-е місце на Іграх-2016.
Одна з небагатьох спортсменок, якій за кар'єру вдалось стати чемпіонкою світу (у дисципліні метання диску) на змаганнях у трьох вікових категоріях: юнацькій (2005), юніорській (2006) та дорослій (2009).
Срібна призерка чемпіоната світу у метанні диску (2017).
Бронзова призерка чемпіоната світу серед юнаків у штовханні ядра (2005).
Срібна призерка Континентального кубку в метанні диска (2014).
Чемпіонка (2009) та срібна призерка (2007) Універсіад у метанні диска.
У метанні диску двічі перемагала на Іграх Співдружності (2014, 2018) та одногро разу була третьою (2006).
Рекордсменка Океанії та Австралії у метанні диска (69,64; 2017).
14 разів (2005—2012, 2014—2018, 2021) здобувала титул чемпіонки Австралії у метанні диску та ще 4 рази (2005—2007, 2009) ставала чемпіонкою країни у штовханні ядра.
2021 року оголосила про завершення змагальної кар'єри, яка на міжнародному рівні тривала 18 років.

## Основні міжнародні виступи
| Рік  | Змагання                      | Місто          | Місце | Дисципліна    | Примітки         |
| ---- | ----------------------------- | -------------- | ----- | ------------- | ---------------- |
| 2003 | Чемпіонат світу серед юнаків  | Шербрук        | 2кв13 | метання диска |                  |
| 2005 | Чемпіонат світу серед юнаків  | Марракеш       | 1     | метання диска |                  |
| 2005 | 3                             | штовхання ядра |       |               |                  |
| 2006 | Ігри Співдружності            | Марракеш       | 3     | метання диска |                  |
| 2006 | штовхання ядра                |                |       |               |                  |
| 2006 | Чемпіонат світу серед юніорів | Пекін          | 1     | метання диска |                  |
| 2006 | штовхання ядра                |                |       |               |                  |
| 2006 | Кубок світу                   | Афіни          |       | метання диска |                  |
| 2007 | Універсіада                   | Бангкок        | 2     | метання диска |                  |
| 2007 | Чемпіонат світу               | Осака          | 1кв6  | метання диска |                  |
| 2008 | Олімпійські ігри              | Пекін          |       | метання диска |                  |
| 2009 | Універсіада                   | Белград        | 1     | метання диска |                  |
| 2009 | Чемпіонат світу               | Берлін         | 1     | метання диска |                  |
| 2010 | Континентальний кубок         | Спліт          |       | метання диска |                  |
| 2011 | Чемпіонат світу               | Тегу           |       | метання диска |                  |
| 2012 | Олімпійські ігри              | Лондон         |       | метання диска |                  |
| 2013 | Чемпіонат світу               | Москва         |       | метання диска |                  |
| 2014 | Ігри Співдружності            | Глазго         | 1     | метання диска |                  |
| 2014 | Континентальний кубок         | Марракеш       | 2     | метання диска |                  |
| 2015 | Чемпіонат світу               | Пекін          |       | метання диска |                  |
| 2016 | Олімпійські ігри              | Ріо-де-Жанейро |       | метання диска |                  |
| 2017 | Чемпіонат світу               | Лондон         | 2     | метання диска | Відео на YouTube |
| 2018 | Ігри Співдружності            | Голд-Кост      | 1     | метання диска |                  |
| 2018 | Континентальний кубок         | Острава        |       | метання диска |                  |
| 2021 | Олімпійські ігри              | Токіо          | 2кв14 | метання диска |                  |